# Lyautey (paquebot)
Pour les articles homonymes, voir Lyautey (homonymie).
Le Lyautey était un paquebot français de la Compagnie de navigation Paquet lancé en  octobre 1950 qui assurait la liaison entre Marseille et Casablanca et entre Marseille et Dakar. Il est le dernier paquebot français construit aux Forges et Chantiers de la Méditerranée à La Seyne-sur-Mer. Naviguant pour la compagnie marseillaise jusqu'en 1967, il est ensuite revendu à une compagnie italienne puis grecque et mis à la ferraille en 1975.

## Histoire
Son lancement marque la reconstitution de la flotte de la compagnie Paquet qui avait perdu 14 navires pendant la Seconde Guerre mondiale dont le Maréchal-Lyautey construit en 1924 et coulé par les Allemands dans le port de Toulon à l'été 1944 avant leur retraite. Le navire est livré à la compagnie marseillaise le 8 mars 1952 et il assure sa première liaison pour Casablanca en quittant le port de Marseille le 17 mars 1952. Il est nommé d'après le maréchal Lyautey (1854-1934) qui fut résident général de France au Maroc (la veuve du maréchal participe à ce voyage inaugural). 
Le paquebot va assurer des liaisons régulières avec Casablanca en 40 heures et avec Dakar en 100 heures, un record pour l'époque.  
En 1958, un incendie dans sa cuisine provoque la mort de 6 personnes et de nombreux blessés
Il est rebaptisé Galilée en 1965 et affecté à la ligne Marseille - Haïfa mais reprend son nom d'origine un an plus tard et son service pour la compagnie Paquet. En mai 1967, le paquebot est revendu à une compagnie italienne et rebaptisé Margarita pour être revendu quelques mois plus tard à un armateur grec, Constantine Eftymiadis, et renommé Lindos. En 1975, il est finalement revendu pour la ferraille.